# Aerobní trénink
Aerobní trénink (z řec. aer – vzduch) je fyzická aktivita na nízké nebo střední úrovni, při které kardiovaskulární a dýchací systém stačí tělu dodávat kyslík v potřebném množství. Koncentrace laktátu ve svalech se pohybuje kolem 2 mmol/l krve. Jedná se o jakoukoli fyzickou aktivitu (sportovní činnost) prováděnou se střední intenzitou a zvýšenou tepovou frekvencí, která do pohybu zapojuje velké skupiny svalů a trvá alespoň 15 minut. Zpravidla se ale jedná o delší časový úsek.
Během této aktivity tělo využívá kyslík k přeměně tuků a glukózy na energii. Po vyčerpání glykogenu začíná tělo brát energii z tukových zásob. Proto se aerobní trénink/cvičení doporučuje při hubnutí.

## Výhody pravidelného aerobního tréninku
- snížení klidového a zátěžového tepu
- snížení krevního tlaku
- zlepšení průtoku krve a látkové výměny
- posílení srdce – snížení rizika kardiovaskulárních onemocnění
- snížení cholesterolu
- zlepšení výkonu srdce a plic
- redukce tukových zásob
- uvolňování endorfinů (hormonů dobré nálady), což vede ke snížení hladiny stresu

## Aerobní sportovní aktivity
- běh
- jízda na kole
- spinning
- aerobic
- plavání
- turistika